# Jack Strong

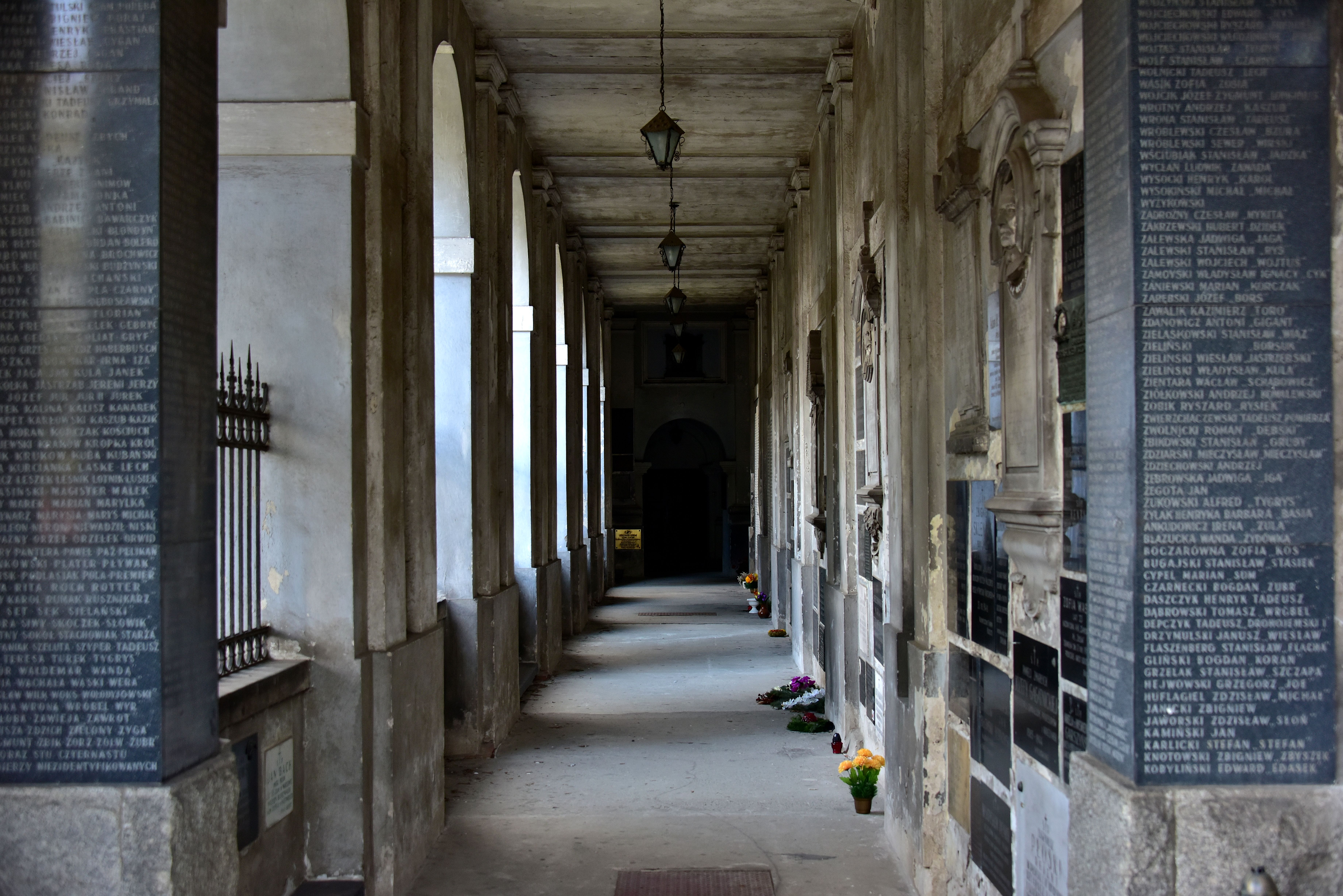
Krużganki kościoła św. Antoniego przy ul. Senatorskiej – miejsce kręcenia scen spotkań R. Kuklińskiego z D. Fordenem

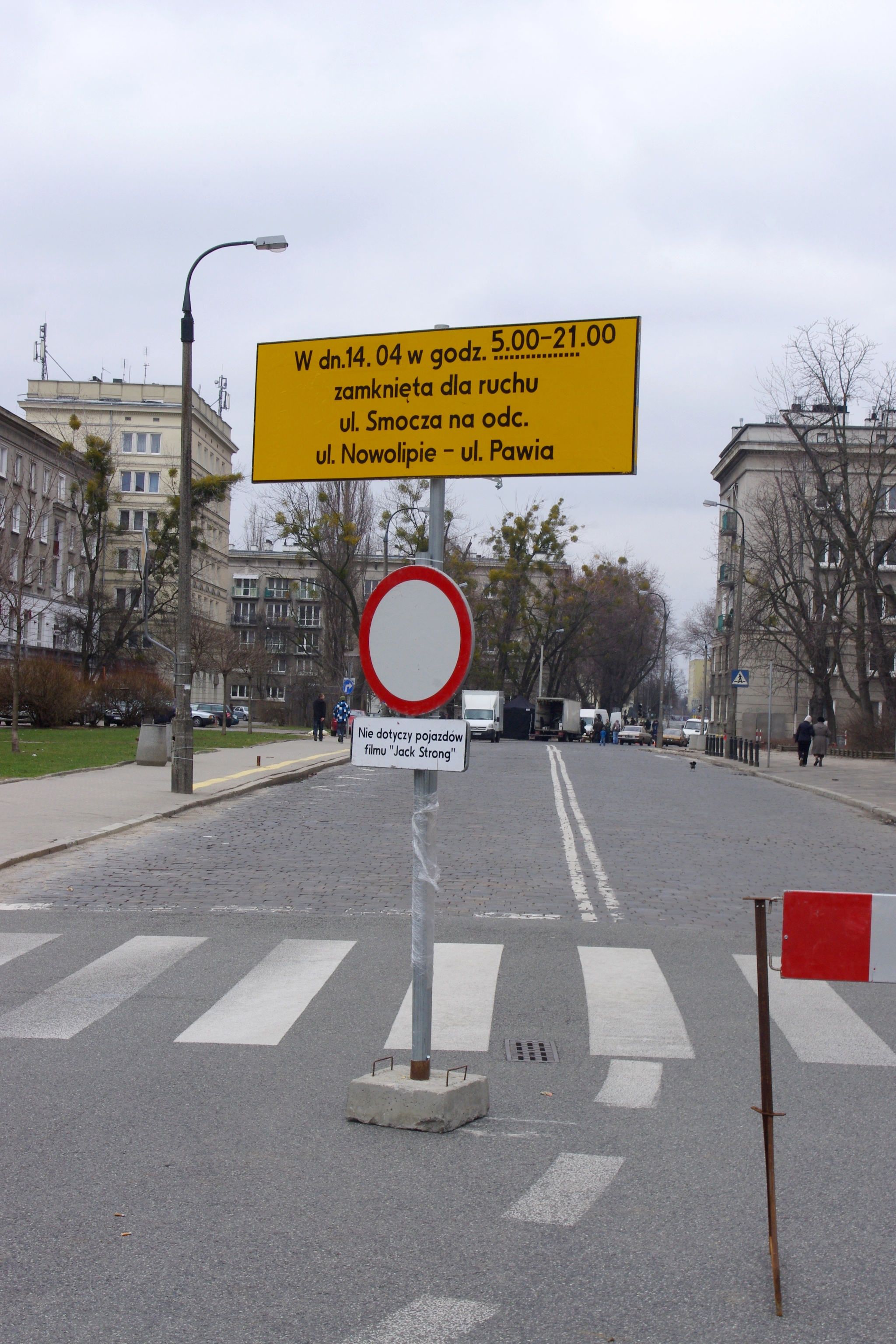
Ulica Smocza w Warszawie podczas kręcenia filmu

Jack Strong – polski thriller polityczno-szpiegowski z 2014 według scenariusza i w reżyserii Władysława Pasikowskiego. Film oparty na autentycznych wydarzeniach związanych z agenturalną działalnością pułkownika Ryszarda Kuklińskiego.

## Treść
Fabuła ma charakter retrospektywny, będąc odtworzeniem wcześniejszych wydarzeń przez Kuklińskiego zeznającego przed prokuratorem w Waszyngtonie.
Przygotowując plan manewrów wojsk Układu Warszawskiego utalentowany major Kukliński przypadkowo dociera do porażającej prawdy: skierowana na zachód, planowana agresja ZSRR musi nieuchronnie spotkać się z nuklearnym kontruderzeniem państw NATO, co spowoduje kompletną zagładę na terytorium Polski. Pod wpływem psychicznego wstrząsu decyduje się na przekazywanie Zachodowi dostępnych mu tajnych informacji o wojskowych planach Rosjan dla Układu Warszawskiego. Podczas jednego z pobytów na Zachodzie, w 1972 roku nawiązuje kontakt z wysłannikami CIA, a następnie podejmuje stałą współpracę zarejestrowany jako agent „Mewa” (Seagull). Będąc zastępcą szefa Zarządu Operacyjnego Sztabu Generalnego LWP i obdarzony zaufaniem samego gen. Jaruzelskiego, ma dostęp do najtajniejszych materiałów i pod operacyjnym pseudonimem „Jack Strong” stanowi dla Amerykanów najcenniejszy agenturalny nabytek od czasu pozyskania Olega Pieńkowskiego. Jednak życie odważnego oficera sztabowego i jego najbliższej rodziny znajduje się odtąd w stanie ciągłego zagrożenia sytuacjami, gdy jedna nieostrożność czy błąd może doprowadzić do nagłego zdekonspirowania i tragedii. Kiedy krąg podejrzeń wokół niego zacieśnia się, pułkownik Kukliński decyduje się na brawurową ucieczkę z kraju wraz z bliskimi przy pomocy amerykańskich służb wywiadowczych.

## Obsada
W filmie wystąpili między innymi:
- Marcin Dorociński – jako Ryszard Kukliński
- Maja Ostaszewska – jako Hanna Kuklińska, żona Ryszarda
- Piotr Nerlewski – jako Bogdan Kukliński, syn Hanny i Ryszarda
- Józef Pawłowski – jako Waldemar Kukliński, syn Hanny i Ryszarda
- Patrick Wilson – jako David Forden, oficer operacyjny CIA
- Ilja Zmiejew – jako gen. Szernienko
- Zbigniew Stryj – jako generał Jerzy Skalski
- Mirosław Baka – jako mjr Putek
- Krzysztof Globisz – jako generał Florian Siwicki
- Paweł Małaszyński – jako Dariusz Ostaszewski
- Oleg Maslennikow – jako marszałek Wiktor Kulikow
- Dimitri Bilov – jako Sasza Iwanow
- Krzysztof Pieczyński – jako Zbigniew Brzeziński
- Krzysztof Dracz – jako generał Wojciech Jaruzelski
- Zbigniew Zamachowski – jako płk Władysław Gendera
- Ireneusz Czop – jako Marian Rakowiecki
- Dagmara Domińczyk – jako agentka Sue
- David Wurawa – jako Williams
- Jeff Burrell – jako Jones
- Robert Eliot – jako Smith
- Piotr Grabowski – jako agent kontrwywiadu
- Paweł Iwanicki – jako Walczak
- Antoni Barłowski – jako Kowalik
- Jacek Król – jako agent kontrwywiadu
- Eduard Bezrodniy – jako Oleg Pieńkowski

## Produkcja
Przygotowania do produkcji trwały pięć lat, podczas których korzystano również z pomocy Davida Fordena, oficera operacyjnego CIA, nadzorującego działalność pułkownika Ryszarda Kuklińskiego.
Zdjęcia do filmu rozpoczęły się w styczniu 2013. Za plenery posłużyły m.in.: huta miedzi w Legnicy (scena zamordowania Olega Pieńkowskiego), ul. Rajców w Warszawie, Sztab Generalny Wojska Polskiego, Gdańsk, Moskwa, Waszyngton.
Film został dofinansowany ze środków Polskiego Instytutu Sztuki Filmowej w kwocie 3,7 mln złotych. Początkowo był anonsowany pod tytułem Jack Strong: Operacja wolność.